# Nomioides bluethgeni
Nomioides bluethgeni is een vliesvleugelig insect uit de familie Halictidae. De wetenschappelijke naam van de soort is voor het eerst geldig gepubliceerd in 1979 door Pesenko.